# Республика Конго на летних Олимпийских играх 2000
Республика Конго принимала участие в Летних Олимпийских играх 2000 года в Сиднее (Австралия) в восьмой раз за свою историю, но не завоевала ни одной медали.

## Состав олимпийской сборной республики Конго

### Дзюдо
Спортсменов — 1
Соревнования по дзюдо проводились по системе на выбывание. В утешительные раунды попадали спортсмены, проигравшие полуфиналистам турнира. Два спортсмена, одержавших победу в утешительном раунде, в поединке за бронзу сражались с проигравшими в полуфинале.
Мужчины
| Спортсмен            | Категория | 1/32               | 1/16                                     | 1/8                | Четвертьфиналы     | Полуфиналы         | Первый доп. раунд  | Утешительный четвертьфинал | Утешительный полуфинал | За 3 место Финал   | Место |
| Спортсмен            | Категория | Соперник Результат | Соперник Результат                       | Соперник Результат | Соперник Результат | Соперник Результат | Соперник Результат | Соперник Результат         | Соперник Результат     | Соперник Результат | Место |
| -------------------- | --------- | ------------------ | ---------------------------------------- | ------------------ | ------------------ | ------------------ | ------------------ | -------------------------- | ---------------------- | ------------------ | ----- |
| Кевин Нгапула-Мбембо | до 66 кг  |                    | Дэвид Соммервилль (GBR) пор. 0000 — 1000 | Не прошёл          | Не прошёл          | Не прошёл          | Не прошёл          | Не прошёл                  | Не прошёл              | Не прошёл          | 22    |

### Плавание
Спортсменов — 1
В следующий раунд на каждой дистанции проходили лучшие спортсмены по времени, независимо от места занятого в своём заплыве.
Женщины
| Спортсменка   | Соревнование   | Предварительные заплывы | Предварительные заплывы | Полуфиналы | Полуфиналы | Финал     | Финал     |
| Спортсменка   | Соревнование   | Результат               | Место                   | Результат  | Место      | Результат | Место     |
| ------------- | -------------- | ----------------------- | ----------------------- | ---------- | ---------- | --------- | --------- |
| Моника Бакале | 100 м на спине | 1:16,36                 | 46                      | Не прошла  | Не прошла  | Не прошла | Не прошла |